# Arawak

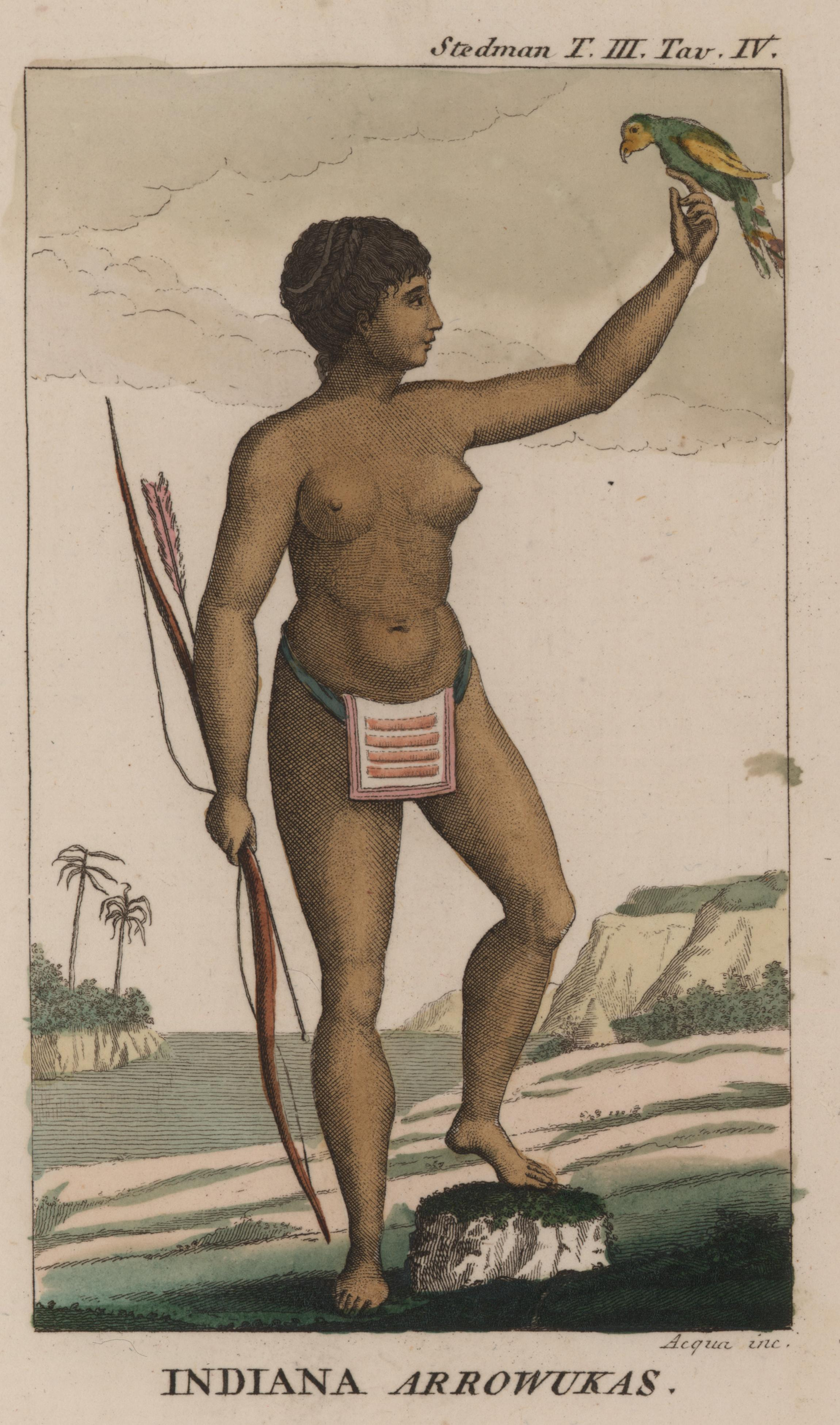
Kobieta arawacka (John Gabriel Stedman)

Arawak, Arawakowie – grupy etniczne Indian Ameryki Południowej, posługujące się językami z rodziny arawackiej (ang. Arawakan).

## Historia
Na początku naszej ery zamieszkiwali wschodnie stoki Andów Środkowych, lecz zostali z nich wyparci przez ludność andyjską. Od tego okresu poczęli zasiedlać praktycznie całą Amerykę Południową, a w okresie tuż przed odkryciem Ameryki przez Europejczyków zamieszkiwali również południową część półwyspu Floryda oraz Małe i Wielkie Antyle.
Obecnie Arawakowie żyją na obszarze Ameryki Południowej w pasie od jeziora Titicaca na południu (Indianie Uro) do półwyspu Guajira na północy obejmującym Peru, zachodnią Brazylię, Kolumbię, Wenezuelę i Gujanę oraz w niewielkich ilościach w Boliwii, Paragwaju i północno-wschodniej Argentynie. Arawakowie należą do najliczniejszej grupy językowej w Ameryce Południowej, obejmując kilkaset tysięcy osób, w której najliczniejszymi grupami są Indianie Guajiro w Kolumbii i Wenezueli – ok. 60 tys., Indianie Campa w środkowym Peru – ok. 50 tys. oraz Indianie Machigenga w południowo-wschodnim Peru – ok. 12 tys.

## Religia i mity
Najważniejszym bogiem Arawaków był Kururumany. Uważa się, że Kururumany stworzył mężczyzn, a jego żona Kulimina stworzyła kobiety. Gdy pary zaczęły żyć niemoralnie, bóg stwórca spowodował ich wymieranie. Stworzył przy tym węże, jaszczurki i pchły. Pierwotnie, bóg Kururumany, był uważany za budującego świat – boga mrówkę (kushi), przedstawiciela leniwej, najwyższej istoty. Jego żona, Emisiwaddo również była utożsamiana z mrówką. Inną najwyższą istotą – stwórcą był Aiomum Kondi lub znany pod inną nazwą Aluberi. Według legend stworzył on modelowy świat ze wszystkimi jego elementami włącznie z ludźmi. Stworzenia te rozwinęły się aż poczęły zachowywać się odrażająco i obraźliwie w stosunku do stworzyciela. Ten postanowił spalić całą ziemię i rozpocząć od nowa dzieło stworzenia. Drugi świat po pewnym czasie znów nie był taki, jaki sobie wymarzył Aiomum Kondi i zesłał na niego powódź. Zanim to uczynił, ostrzegł przed zagładą jedną parę – Marerewana i jego żonę, a sam odszedł i odtąd nie interesował się losami ziemi. Ostrzeżeni ludzie zbudowali sobie wielką łódź, którą zakotwiczył do pobliskiego drzewa, by w razie powodzi mieć ją pod ręką. Gdy nadeszły deszcze i woda zalała ziemię, para uratowała się i dała początek plemieniu. Za najważniejszą boginię uważano Kodidop („Babka Dni”). Innym bogiem Arawaków był Kuai, bóg płodności i bohater oraz Arawidi – bóg słońca. Legenda mówi, że w czasach, gdy słońce mieszkało na ziemi, stoczyło walkę z aligatorem i po tej potyczce pozostały na ciele zwierzęcia ślady w postaci karb na łbie i ogonie zwierzęcia. Inną istotą mityczną była Orehu – bogini wody i ziołolecznictwa. Przekazała ludziom drzewo ida – rodzącego tykwy dla uzdrowiciela, tytoń, białe kamienie morskie stosowane w zaklęciach przeciw atakom wrogów. Według Arawaków, władcą wszystkich istot niebiańskich, zamieszkujących w niebie i przybierających postać ludzką był Anuanima.